# 伊与原新
伊与原 新（いよはら しん、1972年10月26日 -）は、日本の小説家、推理作家。本名は吉原 新。

## 略歴
大阪府吹田市出身。大阪教育大学附属天王寺中学校、大阪教育大学附属高等学校天王寺校舎卒業。神戸大学理学部地球科学科（現・惑星学科）卒業。東京大学大学院理学系研究科地球惑星科学専攻博士課程修了。学位は博士（理学）。専門は地球惑星物理学。大学院では地球磁場の研究を行う。2001年に東京大学より博士（理学）の学位を授与される。
こうした専門分野から、宮沢賢治の地学者としての側面に注目して後年執筆した作品が『青ノ果て 花巻農芸高校地学部の夏』である。
2003年より富山大学理学部に助教として勤務。2008年にプロットを思いつき、小説を書き始めた。2009年、初めて書いた小説「二度目の満月」で第55回江戸川乱歩賞の最終候補作となる（受賞作は遠藤武文『プリズン・トリック』）。2010年、「ルカの方舟」で第56回江戸川乱歩賞の最終候補作となり（受賞作は横関大『再会』）、「お台場アイランドベイビー」で第30回横溝正史ミステリ大賞を受賞し小説家デビュー。同作は、大学3年生だった1995年に起きた阪神・淡路大震災後の街並みをイメージして書いた。選考委員の綾辻行人は「近未来ニッポンの社会状況（しかも首都圏直下地震発生後）のシミュレーションがまず、小気味よいリアリティをもって構築されていて、めっぽう面白く読める」と評した。
2019年、『月まで三キロ』で第38回新田次郎文学賞、第3回未来屋小説大賞を受賞。
2021年、『八月の銀の雪』で第164回直木三十五賞候補、第34回山本周五郎賞候補となり、第18回本屋大賞で6位入賞。
2024年10月期、『宙わたる教室』が、窪田正孝の主演によりNHK総合「ドラマ10」枠でテレビドラマ化された。
2025年、『藍を継ぐ海』で第172回直木三十五賞を受賞、第12回高校生直木賞候補。
同年、『宙わたる教室』で第5回読者による文学賞スピンオフを受賞。

## 作品リスト

### 単著
- お台場アイランドベイビー（2010年9月 角川書店 / 2013年9月 角川文庫）
- プチ・プロフェスール（2011年9月 角川書店）
  - 【改題】リケジョ！（2014年2月 角川文庫）
- ルカの方舟（2013年6月 講談社 / 2015年10月 講談社文庫）
- 博物館のファントム（2014年1月 集英社 / 2016年9月 集英社文庫）
  - 呪いのルビーと鉱物少年（初出：『小説すばる』2012年4月号）※「標本収蔵室の怪人」改題
  - ベラドンナの沈黙（初出：『小説すばる』2012年10号）
  - 送りオオカミと剥製師（初出：『小説すばる』2013年1月号）
  - マラケシュから来た化石売り（初出：『小説すばる』2013年4月号）
  - 死神に愛された甲虫（初出：『小説すばる』2013年6月号）
  - 異人類たちの子守唄（初出：『小説すばる』2013年10月号）※「異人類たちの歌」改題
- 磁極反転（2014年8月 新潮社）
  - 【改題】磁極反転の日（2017年4月 新潮文庫）
- 梟のシエスタ（2015年7月 光文社）
  - 【改題】フクロウ准教授の午睡（2022年7月 文春文庫）
    - 『小説宝石』に掲載された「梟のシエスタ」「梟のアプエスタ」「梟のファンダンゴ」をI〜III章とし、IV章とV章を書き下ろし。
- 蝶が舞ったら、謎のち晴れ 気象予報士・蝶子の推理（2015年7月 新潮文庫nex）
  - 序章（書き下ろし）
  - ミモザの霞んだ日（初出：『小説新潮』2012年2月号）
  - 五十二年目の遠雷（初出：『小説新潮』2013年2月号）
  - 台風二過（初出：『小説新潮』2014年2月号）
  - エオルスの竪琴（初出：『小説新潮』2014年9月号）
  - 標本木の恋人（初出：『小説新潮』2015年2月号）
  - 終章（書き下ろし）
- ブルーネス（2016年8月 文藝春秋 / 2020年4月 文春文庫）
- コンタミ 科学汚染（2018年3月 講談社 / 2020年11月 講談社文庫）
- 月まで三キロ（2018年12月 新潮社 / 2021年7月 新潮文庫）
  - 月まで三キロ（書き下ろし）
  - 星六花（書き下ろし）
  - アンモナイトの探し方（書き下ろし）
  - 天王寺ハイエイタス（書き下ろし）
  - エイリアンの食堂（書き下ろし）
  - 山を刻む（書き下ろし）
- 青ノ果テ ―花巻農芸高校地学部の夏―（2020年1月 新潮文庫nex）
- 八月の銀の雪（2020年8月 新潮社 / 2023年6月 新潮文庫）
  - 八月の銀の雪（書き下ろし）
  - 海へ還る日（書き下ろし）
  - アルノーと檸檬（書き下ろし）
  - 玻璃を拾う（書き下ろし）
  - 十万年の西風（書き下ろし）
- オオルリ流星群（2022年2月 KADOKAWA / 2024年6月 角川文庫）
- 宙（そら）わたる教室（2023年10月 文藝春秋）
  - 夜八時の青空教室（初出：『オール讀物』2022年2月号）
  - 雲と火山のレシピ（初出：『オール讀物』2022年5月号）
  - オポチュニティの轍（初出：『オール讀物』2022年8月号）
  - 金の卵の衝突実験（初出：『オール讀物』2022年12月号）
  - コンピュータ室の火星（書き下ろし）
  - 恐竜少年の仮説（書き下ろし）
  - 教室は宇宙をわたる（書き下ろし）
- 藍を継ぐ海（2024年9月 新潮社）
  - 夢化けの島（初出：『小説新潮』2022年7月号） ※「泥の器」改題
  - 狼犬ダイアリー（初出：『小説新潮』2021年11月号）※ 「灰色の血脈」改題
  - 祈りの破片（初出：『週刊新潮』2021年10月28日号 - 11月25日号）※「燐光の家」改題
  - 星隕つ駅逓（初出：『小説新潮』2022年4月号）
  - 藍を継ぐ海（初出：『小説新潮』2023年1月号）※「遠い遠い海から」改題

### アンソロジー
「」内が伊与原新の作品
- 名探偵だって恋をする（2013年9月 角川文庫）「浮遊惑星ホームバウンド」
- 驚愕遊園地（2013年11月 光文社 / 2016年5月 光文社文庫）「梟のシエスタ」
- 東大に名探偵はいない（2023年1月 KADOKAWA）「アスアサ五ジ ジシンアル」
- 超短編！ 大どんでん返しSpecial（2023年12月 小学館文庫）「古地震学教授」

## 映像化作品

### テレビドラマ
- 宙わたる教室（2024年10月8日 - 12月10日、NHK総合「ドラマ10」枠、全10話、主演：窪田正孝）[19]